# Örnbergskilen
Örnbergskilen este o arie protejată (arie specială de conservare — SAC, sit de importanță comunitară — SCI) din Suedia întinsă pe o suprafață de 65,7 ha, integral pe uscat.

## Localizare
Centrul sitului Örnbergskilen este situat la coordonatele 62°37′45″N 14°54′41″E / 62.6291°N 14.9113°E.

## Înființare
Situl Örnbergskilen a fost declarat sit de importanță comunitară în decembrie 1998 pentru a proteja 1 specie de animale. Situl a fost protejat și ca arie specială de conservare în martie 2011.

## Biodiversitate
Situată în ecoregiunea boreală, aria protejată conține 3 habitate naturale: Mlaștini turboase de tranziție și turbării mișcătoare, Mlaștini împădurite, Taiga vestică.
La baza desemnării sitului se află o specie protejată de  mamifere: lupul (Canis lupus).